# Asperspina loricata
Asperspina loricata is een slakkensoort uit de familie van de Asperspinidae. De wetenschappelijke naam van de soort is voor het eerst geldig gepubliceerd in 1968 door Swedmark.